# Canada Open 1999 - Qualificazioni singolare maschile
Le qualificazioni del singolare maschile del Canada Open 1999 sono state un torneo di tennis preliminare per accedere alla fase finale della manifestazione. I vincitori dell'ultimo turno sono entrati di diritto nel tabellone principale. In caso di ritiro di uno o più giocatori aventi diritto a questi sono subentrati i lucky loser, ossia i giocatori che hanno perso nell'ultimo turno ma che avevano una classifica più alta rispetto agli altri partecipanti che avevano comunque perso nel turno finale.
Le qualificazioni del torneo Canada Open 1999 prevedevano 28 partecipanti di cui 7 sono entrati nel tabellone principale.

## Teste di serie
1. Assente
2. Maks Mirny (Qualificato)
3. Axel Pretzsch (ultimo turno)
4. Lars Burgsmüller (ultimo turno)
5. Todd Woodbridge (Qualificato)
6. Alex O'Brien (Qualificato)
7. Michael Joyce (ultimo turno)

1. David Caldwell (ultimo turno)
2. Kevin Ullyett (Qualificato)
3. Richey Reneberg (Qualificato)
4. Oren Motevassel (ultimo turno)
5. Mark Knowles (Qualificato)
6. Steve Campbell (primo turno)
7. Srinath Prahlad (ultimo turno)

## Qualificati
1. Jan Boruszewski
2. Maks Mirny
3. Mark Knowles
4. Richey Reneberg

1. Todd Woodbridge
2. Alex O'Brien
3. Kevin Ullyett

## Tabellone

### Legenda
| - Q = Qualificato - WC = Wild card - LL = Lucky loser | - ALT = Alternate - SE = Special Exempt - PR = Protected Ranking | - w/o = Walkover - r = Ritirato - d = Squalificato |

### Sezione 1
|  | Primo turno     | Primo turno     | Primo turno     | Primo turno | Primo turno |  |  | Ultimo turno | Ultimo turno    | Ultimo turno    | Ultimo turno | Ultimo turno |  |
|  |                 |                 |                 |             |             |  |  |              |                 |                 |              |              |  |
|  | Jan Boruszewski | Jan Boruszewski | Jan Boruszewski | 6           | 6           |  |  |              |                 |                 |              |              |  |
|  | Stephan Timu    | Stephan Timu    | Stephan Timu    | 3           | 1           |  |  |              | Jan Boruszewski | Jan Boruszewski | 6            | 6            |  |
|  | 14              | Srinath Prahlad | 5               | 6           | 6           |  |  | 14           | Srinath Prahlad | Srinath Prahlad | 2            | 2            |  |
|  |                 | Fazaluddin Syed | 7               | 3           | 2           |  |  |              |                 |                 |              |              |  |

### Sezione 2
|  | Primo turno | Primo turno      | Primo turno    | Primo turno | Primo turno |  |  | Ultimo turno | Ultimo turno   | Ultimo turno   | Ultimo turno | Ultimo turno |  |
|  |             |                  |                |             |             |  |  |              |                |                |              |              |  |
|  | 2           | Maks Mirny       | Maks Mirny     | 7           | 7           |  |  |              |                |                |              |              |  |
|  |             | Donald Johnson   | Donald Johnson | 5           | 6           |  |  | 2            | Maks Mirny     | Maks Mirny     | 6            | 6            |  |
|  |             | Steve Campbell   | 6              | 5           | 6           |  |  |              | Steve Campbell | Steve Campbell | 4            | 2            |  |
|  | 13          | Olivier Delaître | 0              | 7           | 3           |  |  |              |                |                |              |              |  |

### Sezione 3
|  | Primo turno | Primo turno   | Primo turno   | Primo turno | Primo turno |  |  | Ultimo turno | Ultimo turno  | Ultimo turno  | Ultimo turno | Ultimo turno |  |
|  |             |               |               |             |             |  |  |              |               |               |              |              |  |
|  | 3           | Axel Pretzsch | Axel Pretzsch | 6           | 6           |  |  |              |               |               |              |              |  |
|  |             | Chris Gostek  | Chris Gostek  | 1           | 3           |  |  | 3            | Axel Pretzsch | Axel Pretzsch | 3            | 4            |  |
|  | 12          | Mark Knowles  | Mark Knowles  | 6           | 6           |  |  | 12           | Mark Knowles  | Mark Knowles  | 6            | 6            |  |
|  |             | Tyson Parry   | Tyson Parry   | 3           | 1           |  |  |              |               |               |              |              |  |

### Sezione 4
|  | Primo turno | Primo turno             | Primo turno             | Primo turno | Primo turno |  |  | Ultimo turno | Ultimo turno     | Ultimo turno | Ultimo turno | Ultimo turno |  |
|  |             |                         |                         |             |             |  |  |              |                  |              |              |              |  |
|  | 4           | Lars Burgsmüller        | Lars Burgsmüller        | 6           | 6           |  |  |              |                  |              |              |              |  |
|  |             | Charles-Antoine Sevigny | Charles-Antoine Sevigny | 0           | 2           |  |  | 4            | Lars Burgsmüller | 6            | 3            | 5            |  |
|  | 10          | Richey Reneberg         | Richey Reneberg         | 6           | 6           |  |  | 10           | Richey Reneberg  | 3            | 6            | 7            |  |
|  |             | Will Ritter             | Will Ritter             | 0           | 1           |  |  |              |                  |              |              |              |  |

### Sezione 5
|  | Primo turno | Primo turno     | Primo turno     | Primo turno | Primo turno |  |  | Ultimo turno | Ultimo turno    | Ultimo turno    | Ultimo turno | Ultimo turno |  |
|  |             |                 |                 |             |             |  |  |              |                 |                 |              |              |  |
|  | 5           | Todd Woodbridge | 6               | 6           | 6           |  |  |              |                 |                 |              |              |  |
|  |             | Kyle Spencer    | 7               | 2           | 2           |  |  | 5            | Todd Woodbridge | Todd Woodbridge | 6            | 6            |  |
|  | 11          | Oren Motevassel | Oren Motevassel | 6           | 6           |  |  | 11           | Oren Motevassel | Oren Motevassel | 1            | 4            |  |
|  |             | Paul Harsanyi   | Paul Harsanyi   | 0           | 2           |  |  |              |                 |                 |              |              |  |

### Sezione 6
|  | Primo turno | Primo turno       | Primo turno | Primo turno | Primo turno |  |  | Ultimo turno | Ultimo turno   | Ultimo turno | Ultimo turno | Ultimo turno |  |
|  |             |                   |             |             |             |  |  |              |                |              |              |              |  |
|  | 6           | Alex O'Brien      | 6           | 6           | 6           |  |  |              |                |              |              |              |  |
|  |             | Robert Steckley   | 1           | 7           | 1           |  |  | 6            | Alex O'Brien   | 6            | 5            | 6            |  |
|  | 8           | David Caldwell    | 6           | 6           | 1           |  |  | 8            | David Caldwell | 1            | 7            | 4            |  |
|  |             | Alexander Reichel | 7           | 3           | 0r          |  |  |              |                |              |              |              |  |

### Sezione 7
|  | Primo turno | Primo turno   | Primo turno   | Primo turno | Primo turno |  |  | Ultimo turno | Ultimo turno  | Ultimo turno | Ultimo turno | Ultimo turno |  |
|  |             |               |               |             |             |  |  |              |               |              |              |              |  |
|  | 7           | Michael Joyce | Michael Joyce | 6           | 6           |  |  |              |               |              |              |              |  |
|  |             | Diego Ayala   | Diego Ayala   | 4           | 4           |  |  | 7            | Michael Joyce | 3            | 7            | 1            |  |
|  | 9           | Kevin Ullyett | Kevin Ullyett | 6           | 7           |  |  | 9            | Kevin Ullyett | 6            | 6            | 6            |  |
|  |             | David Wheaton | David Wheaton | 4           | 5           |  |  |              |               |              |              |              |  |